# Большой Шуструй
Большой Шуструй — село, центр сельской администрации в Атюрьевском районе Мордовии.

## География
Расположено на р. Шуструй (название-гидроним; тат. кыштору «место зимнего проживания»), в 20 км от районного центра и железнодорожной станции Торбеево.

## История
Основан в 17 в. служилыми татарами на Темниковской засечной черте (в 1672 г. некоторым из них были пожалованы земли из «дикого поля» по 15 десятин каждому). В «Списке населённых мест Пензенской губернии» (1869) Большой Шуструй — село казённое из 168 дворов Краснослободского уезда. По подворной переписи 1913 г., в селе было 273 двора (1574 чел.); 3 мечети, 5 татарских школ, 2 хлебозапасных магазина, 2 пожарные машины, мельница, 2 кузницы, 8 лавок. С 1992 г. Большой Шуструй — центр усадьбы СХПК «Восход». В современной инфраструктуре села — школа, медпункт, клуб, библиотека, отделение связи, магазин.

## Население
| 2002 | 2010 |
| ---- | ---- |
| 194  | ↘180 |

Национальный состав
Согласно результатам Всероссийской переписи населения 2002 года, в национальной структуре населения татары составляли 68 %, мордва - 27%.

## Источник
- Энциклопедия Мордовия, Т. Н. Охотина.